# Winthemia pruinosa
Winthemia pruinosa là một loài ruồi trong họ Tachinidae.